# Llista de governadors de Nayarit

Escut de Nayarit

Aquesta és la llista de governadors de Nayarit. Segons la Constitució Política de l'Estat Lliure i Sobirà de Nayarit, l'exercici del Poder Executiu d'aquesta entitat mexicana, es diposita en un sol individu, que es denomina Governador Constitucional de l'Estat Lliure i Sobirà de Nayarit i que és elegit per a un període de sis anys no reeligibles per cap motiu. El període governamental comença el dia 19 de setembre de l'any de l'elecció i acaba el 18 de setembre després d'haver transcorregut sis anys.
L'estat de Nayarit va ser creat l'1 de maig de 1917, per la qual cosa tota la seva història ha transcorregut dins del sistema federal i els titulars del Poder Executiu sempre s'han titulat Governadors de l'Estat.
Els individus que han ocupat el Govern de l'Estat de Nayarit, han estat els següents:

## Governadors de l'Estat (des de 1917)
| Nom                            | Càrrec                    | Període   |
| ------------------------------ | ------------------------- | --------- |
| José María Ferreira            | Cap polític               | 1917      |
| José Santos Godínez            | Governador Constitucional | 1918-1919 |
| Francisco D. Santiago          | Cap polític               | 1919-1920 |
| Fernando S. Ibarra             | Governador Interí         | 1920      |
| Salvador Arriola Valdés        | Governador Interí         | 1920      |
| José Santos Godínez            | Governador Constitucional | 1920-1921 |
| Federico R. Corona             | Governador Interí         | 1921      |
| Pascual Villanueva Paredes     | Governador Constitucional | 1921-1925 |
| Julián Chávez                  | Governador Interí         | 1923      |
| Rodolfo Moroña                 | Governador Interí         | 1924      |
| Pablo Retes Zepeda             | Governador Interí         | 1924      |
| Everardo Peña Navarro          | Governador Interí         | 1924      |
| Miguel Díaz González           | Governador Interí         | 1925      |
| Ismael Romero Gallardo         | Governador Interí         | 1925      |
| Felipe C. Ríos                 | Governador Interí         | 1925      |
| Ricardo Velarde Osuna          | Governador Interí         | 1925      |
| Francisco Jaime Hernández      | Cap polític               | 1925      |
| José de la Peña Ledón          | Governador Constitucional | 1926-1929 |
| Francisco Ramírez Romero       | Cap polític               | 1927-1928 |
| Esteban Baca Calderón          | Cap polític               | 1928-1929 |
| Francisco Anguiano Ortiz       | Governador Interí         | 1929      |
| Gustavo R. Cristo              | Governador Interí         | 1929      |
| J. Jesús Valdés Sánchez        | Governador Interí         | 1929      |
| Salvador Trejo                 | Governador Interí         | 1929      |
| Luis Castillo Ledón            | Governador Constitucional | 1930-1933 |
| Rafael Ibarra Trujillo         | Governador Interí         | 1931      |
| Juventino Espinoza Sánchez     | Governador Interí         | 1931-1933 |
| Ramón Narváez                  | Governador Interí         | 1933      |
| Gustavo B. Azcárraga           | Governador Interí         | 1933      |
| Agustín Godínez Lomelí         | Governador Interí         | 1934      |
| José Ibarra Valdés             | Governador Interí         | 1934      |
| Lamberto Luna Plata            | Governador Interí         | 1934      |
| Francisco Parra Ortiz          | Governador Constitucional | 1934-1938 |
| Tomás López Partida            | Governador Interí         | 1935      |
| Joaquín Cardoso                | Governador Interí         | 1935-1937 |
| Eduardo López Vidrio           | Governador Interí         | 1937      |
| Juventino Espinoza Sánchez     | Governador Constitucional | 1938-1941 |
| Cuauhtémoc Ríos Martínez       | Governador Interí         | 1938      |
| José Luis Herrera López        | Governador Interí         | 1938      |
| Antíoco Rodríguez              | Governador Interí         | 1939      |
| Heriberto Parra                | Governador Interí         | 1940      |
| Candelario Miramontes Briseño  | Governador Constitucional | 1942-1945 |
| Rodolfo Henríquez Hernández    | Governador Interí         | 1945      |
| Gilberto Flores Muñoz          | Governador Constitucional | 1946-1951 |
| José Limón Guzmán              | Governador Constitucional | 1952-1957 |
| Francisco García Montero       | Governador Constitucional | 1957-1963 |
| Julián Gascón Mercado          | Governador Constitucional | 1963-1969 |
| Roberto Gómez Reyes            | Governador Constitucional | 1969-1975 |
| Rogelio Flores Curiel          | Governador Constitucional | 1975-1981 |
| Emilio M. González             | Governador Constitucional | 1981-1987 |
| Celso Humberto Delgado Ramírez | Governador Constitucional | 1987-1993 |
| Rigoberto Ochoa Zaragoza       | Governador Constitucional | 1993-1999 |
| Antonio Echevarría Domínguez   | Governador Constitucional | 1999-2005 |
| Ney González Sánchez           | Governador Constitucional | 2005-2011 |
| Roberto Sandoval Castañeda     | Governador constitucional | 2011-2017 |